# Onigiri
Onigiri (japanisch お握り, 御握り, kana おにぎり), auch Nigirimeshi (握り飯, 握飯, にぎりめし) oder Omusubi (お結び, 御結び, おむすび) genannt, sind gewürzte Knödel oder Klöße (ugs. „Bällchen“) aus Reis der japanischen Küche. Es gibt sie in unterschiedlichen Formen, zum Beispiel prismenförmig (z. B. als drei- oder viereckiges Prisma) oder kugelförmig. Man isst sie sowohl mit als auch ohne Füllung oder darübergestreute Würzmischung (Furikake), die es in verschiedenen Geschmacksrichtungen wie Fisch, Eier oder Gemüse gibt.
Ein Onigiri hat meist eine dreieckige Form und ist oft mit Nori-Algen umhüllt, damit es besser gegriffen werden kann. Es wird oft mit unterschiedlichen Fischsorten, Gemüse oder gesäuertem Obst gefüllt. Man kann Onigiri aber auch mit Fleisch füllen, wie beispielsweise Dörrfleisch (Trockenfleisch) oder geschmortem und mariniertem Schweinefleisch (kakuni). Traditionell gehören dazu zum Beispiel gesalzener Lachs (sake), geräucherter Bonito (katsuobushi), salzig fermentiertes Fischklein (shiokara), essbarer Seetang (konbu), eingelegter Japanischer Senf (takanazuke) und frische oder getrocknete japanische Pflaume (umeboshi). Andere Meeresfrüchte wie Thunfisch (maguro), frittierte Garnele (ebi furai) oder Pollackrogen (mentaiko, tarako) bzw. Rogen von Fliegenden Fischen (tobiko) sind als Füllungen auch sehr beliebt.
Onigiri sind eine beliebte Zwischenmahlzeit. Sie sind in den meisten japanischen Convenience Stores (コンビニ konbini) und Lebensmittelgeschäften, sogenannten Onigiri-no-hanbaiten (おにぎりの販売店), also „Onigiri-Verkaufsladen“, in vielen Varianten erhältlich. Daneben haben sich einige Restaurants – sogenannte Onigiri-ya (おにぎり屋), also „Onigiri-Haus“ – auf die Herstellung handgemachter Reisklöße spezialisiert. Als traditionelles Essen zum Mitnehmen oder „Fast Food“ ist Onigiri in Japan beliebter als etwa Sushi, auch weil Onigiri preiswerter sind als Sushi.
Weltweit ist Onigiri in vielen japanischen Restaurants sehr populär. Auch in den Convenience Stores in Taiwan und Hongkong werden sie unter der chinesischen Bezeichnung Fantuan nach japanischer Art (chinesisch 日式飯糰 – „Reiskloß nach japanischer Art“) in verschiedenen Geschmacksrichtungen mit Thunfisch, Lachs oder auch anderen Zutaten angeboten. Auch in der koreanischen Kultur gehört Onigiri zu den beliebtesten Snacks für unterwegs und ist als Dreiecksform in so gut wie jedem Convenience Store Südkoreas in verschiedenen Geschmacksrichtungen erhältlich.

## Galerie

Onigiri-Menü & -Läden
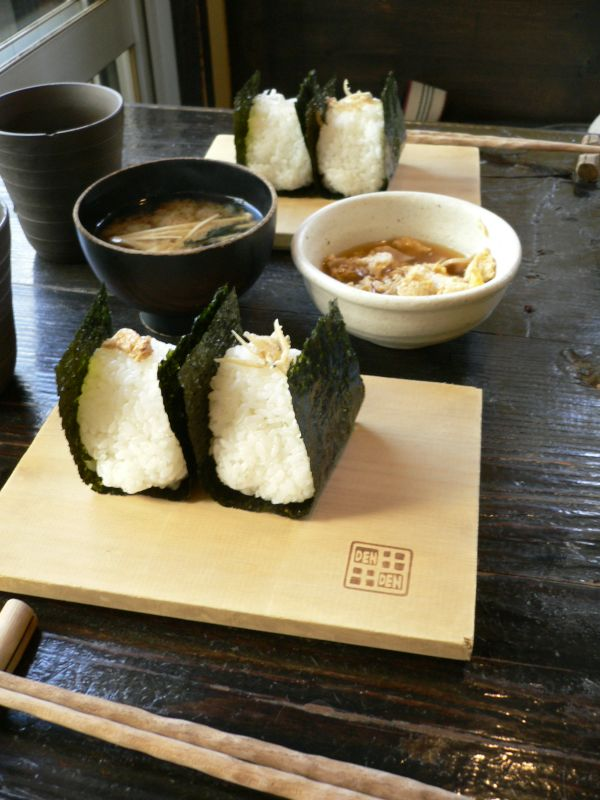
Onigiri-Menü mit Miso-Suppe
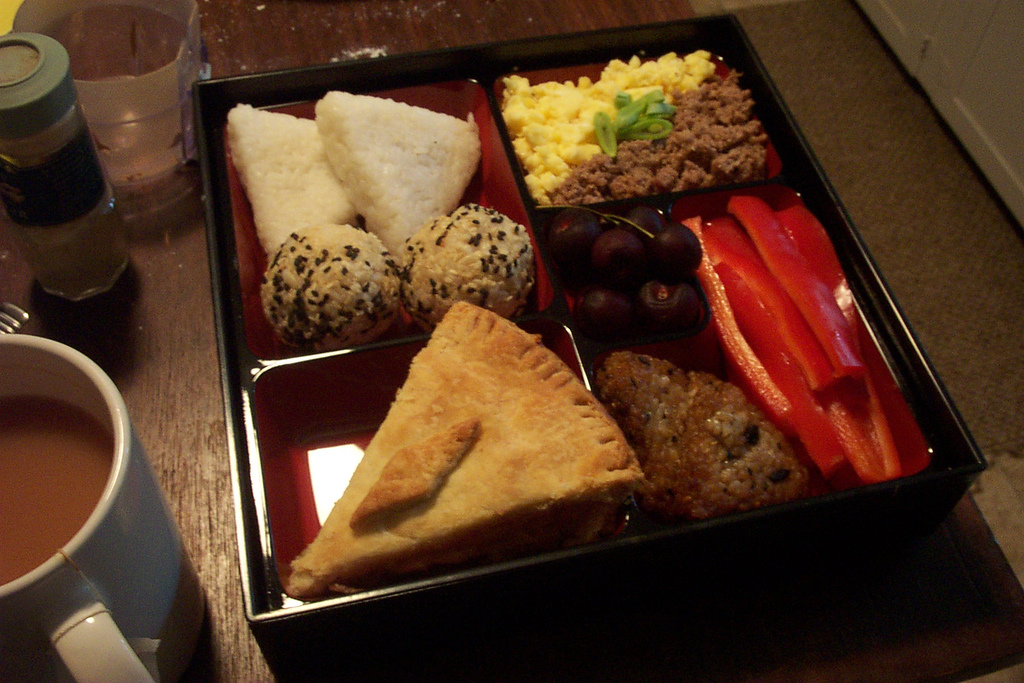
Bentō-Menü (Onigiri links oben)
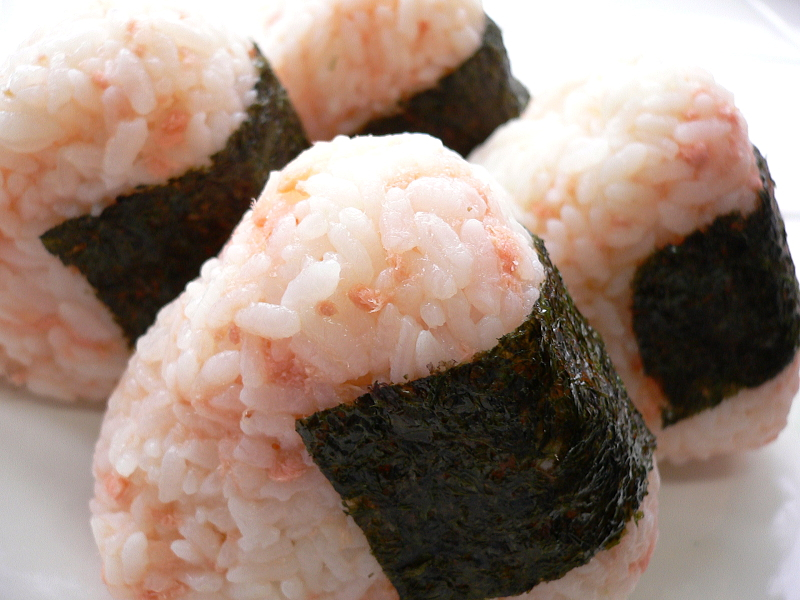
Sake-Onigiri („Lachs-Onigiri“)
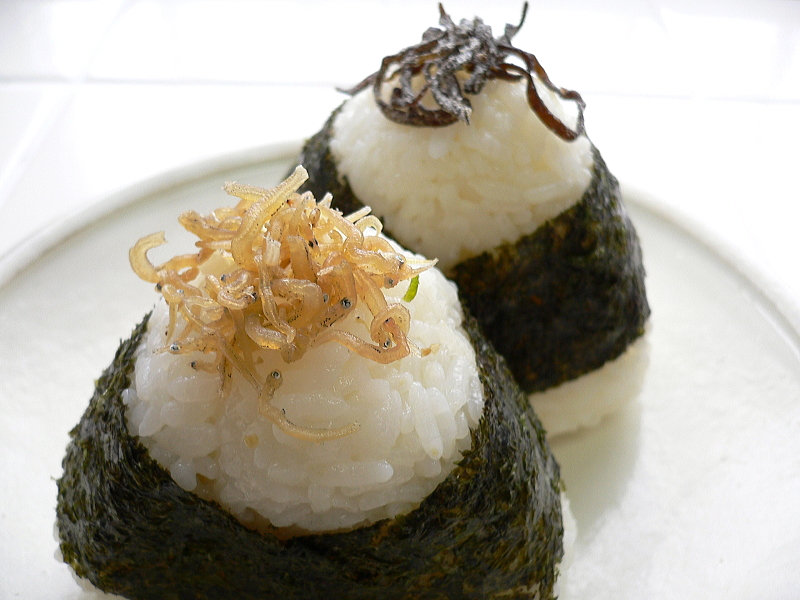
Furikake-Onigiri („Fisch, Konbu“)
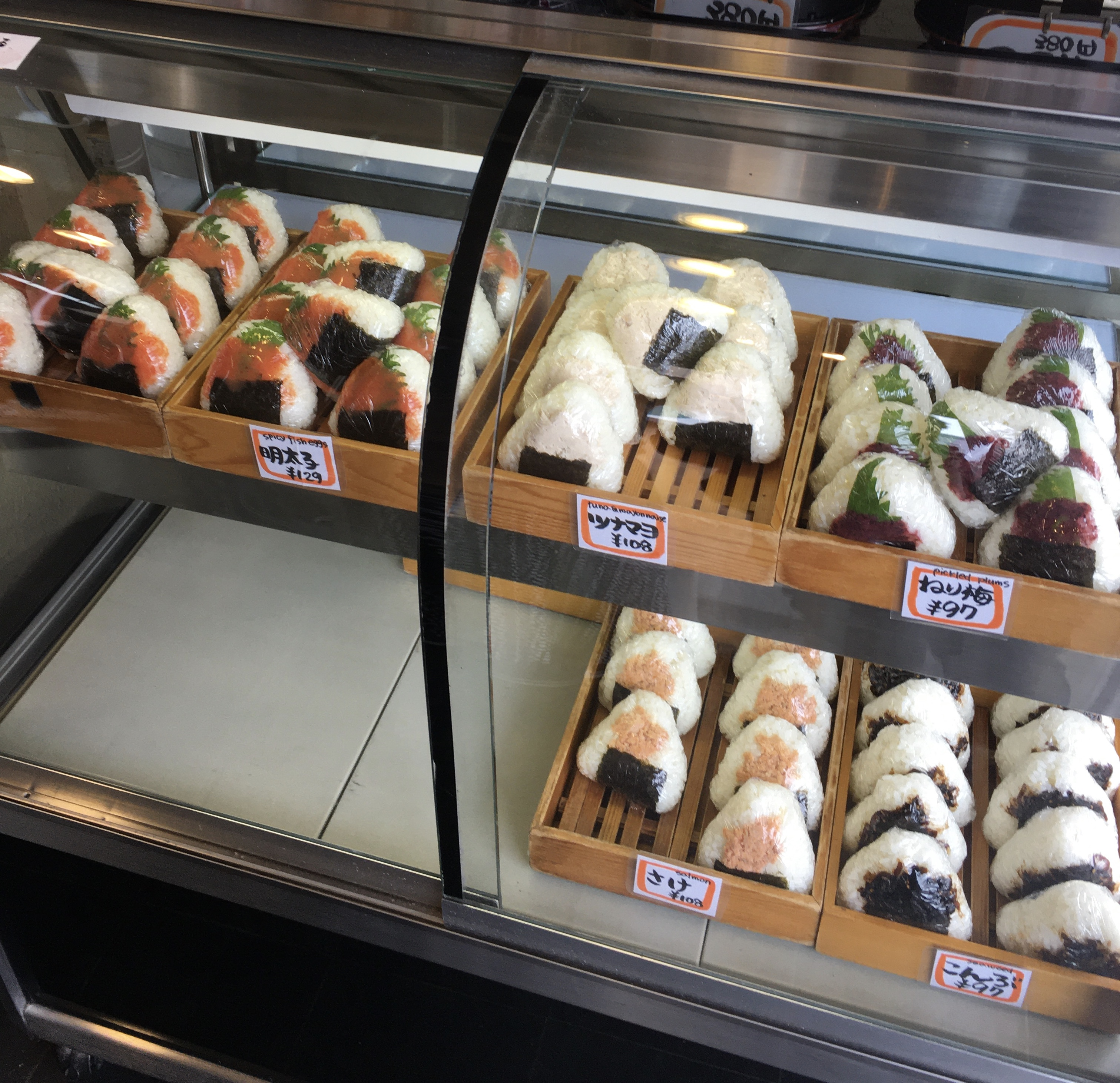
Onigiri-Verkaufstheke in Nakagyō-ku, Kyōto
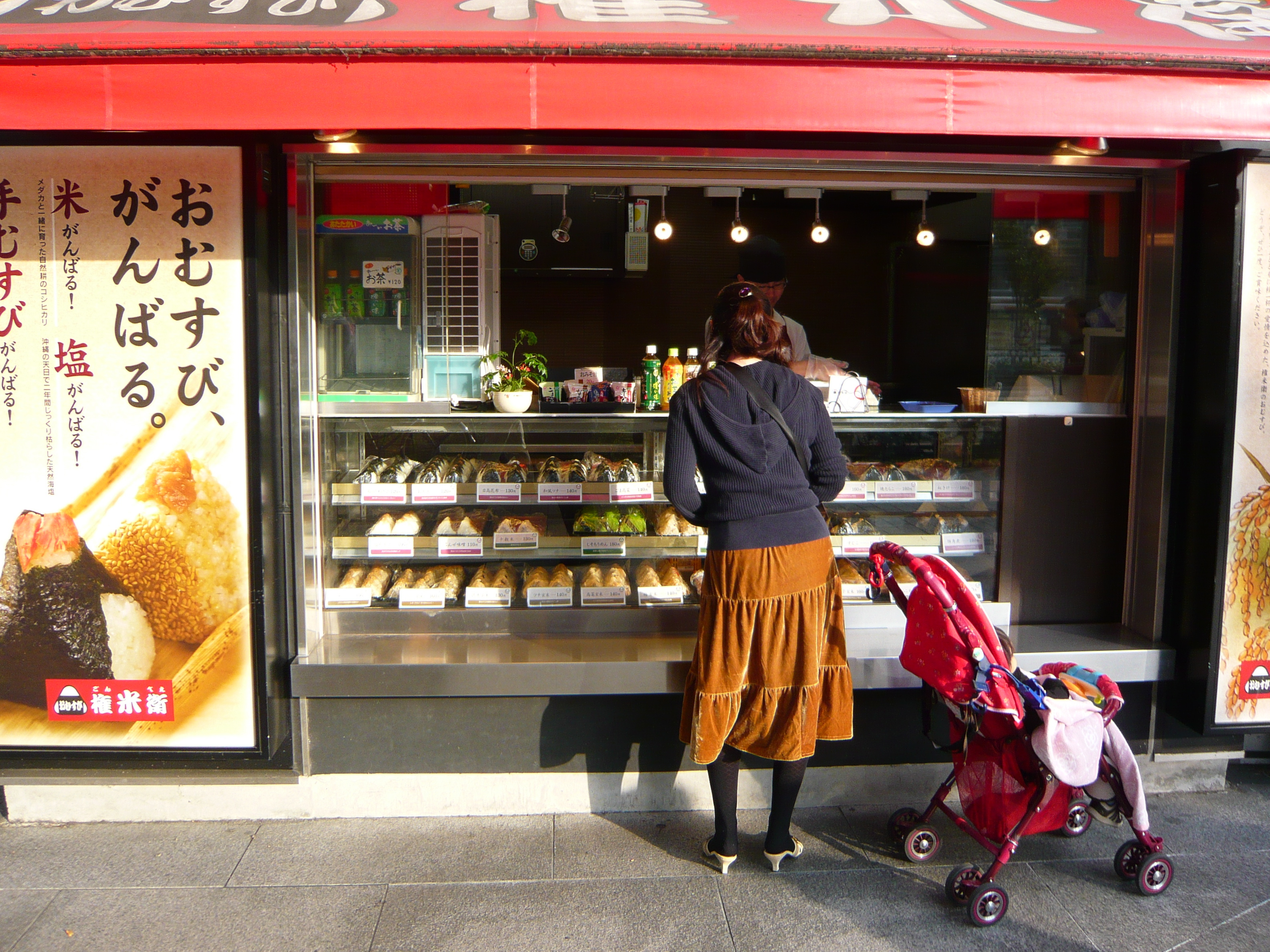
Onigiri-no-hanbaiten („Onigiri-Verkaufsladen“) in Akihabara, Tokio